# Krzynowłoga Wielka
Krzynowłoga Wielka – wieś sołecka w Polsce położona w województwie mazowieckim, w powiecie przasnyskim, w gminie Chorzele. Leży przy drodze wojewódzkiej nr 616.
| SIMC    | Nazwa              | Rodzaj     |
| ------- | ------------------ | ---------- |
| 0507450 | Gadomiec-Chrzczany | przysiółek |

Do 1954 roku siedziba wiejskiej gminy Krzynowłoga Wielka. W latach 1954–1957 wieś należała i była siedzibą władz gromady Krzynowłoga Wielka. W latach 1975–1998 miejscowość administracyjnie należała do województwa ostrołęckiego.
We wsi znajduje się parafia pw. Wszystkich Świętych w dekanacie dzierzgowskim (diecezja płocka).